# Сухово (Челябинская область)
Су́хово — деревня в Нязепетровском районе Челябинской области России. Входит в состав Кургинского сельского поселения.

## География
Находится к западу от реки Уфа, примерно в 20 км к западу-юго-западу (WSW) от районного центра, города Нязепетровск, на высоте 286 метров над уровнем моря.

## Население
| 2002 | 2010 |
| ---- | ---- |
| 191  | ↘153 |

По данным Всероссийской переписи, в 2010 году численность населения деревни составляла 153 человек (76 мужчин и 77 женщин).

## Улицы
Уличная сеть деревни состоит из 3 улиц.